# Ponaschemu
Ponaschemu je smíšený jazyk, který vznikl smísením němčiny a dolnolužické srbštiny. Někdy se bere jako dialekt němčiny.
Hojně se používal až do 50. let 20. století, především ve Spreewaldu, ve vesnicích kde spolu žili Němci a Lužičtí Srbové. Dnes jím mluví pouze asi 500 lidí.

## Ukázka
Dětská rýmovačka z roku 1890, napsaná Wiliballem von Schulenburgem:
- Morgenrot, swinja tot. Škla grochow, zwerjcha knochow. Šklicka rajsa, zwerjcha šajsa.